# William Frederick Collings
William Frederick Collings (1852 – 20 giugno 1927) fu il ventesimo signore di Sark dal 1882 fino alla sua morte.

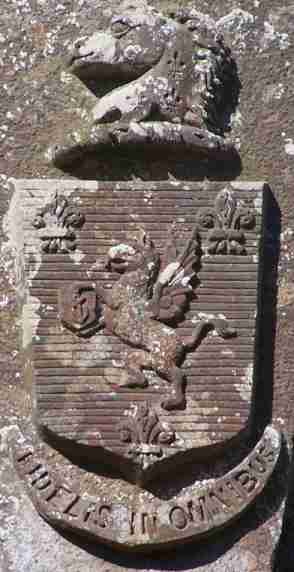
Arma dei Collings, signori di Sark

Fu uno dei più eccentrici signori di Sark, noto per il suo anticlericalismo, testardaggine, intemperanza e generosità.
Alto, robusto e dagli occhi azzurri, era l'opposto del padre. Rifiutò di iscriversi al Trinity College, preferendo intraprendere il Grand Tour.
William Frederick Collings ereditò il feudo di Sark alla morte del padre, nel 1882, prima di ciò egli mantenne la famiglia con dei lavori saltuari. Contrariamente a quest'ultimo, trascurò la milizia dell'isola tanto che essa scomparve completamente entro il 1900; rifiutò inoltre di spendere per il mantenimento del feudo, anche se fu il primo Seigneur a risiedere stabilmente sull'isola.
Nel 1899 rifiutò di vendere il feudo per un'enorme cifra ad un investitore che intendeva costruirvi un casinò.
Ammirato dagli abitanti per la sua prestanza fisica, si dedicava infatti alla vela, al tiro ed all'arrampicata; soffriva però di alcolismo, il che lo spingeva a compiere gesti impulsivi, come scrivere frasi anticlericali sui muri, colpire con un bastone la moglie del vicario, irrompere a cavallo nei giardini privati ed insultare il siniscalco, arrivò a minacciare di sparare ad un giornalista.
Suo feroce nemico era il vicario francese sull'isola che manifestava il suo odio per gli inglesi omettendo le preghiere per la regina Vittoria e la sua famiglia.
Devoto alla moglie Sophie, con cui si sposò giovanissimo, ebbe due figlie e nessun maschio. Per questo crebbe la maggiore, Sibyl, come un ragazzo e, nonostante l'impedimento fisico causato dalla disuguale lunghezza delle gambe, e la rigida distinzione dei sessi dell'epoca vittoriana, le insegnò a scalare, navigare e sparare, non permettendole mai di lamentarsi poiché "avrebbe dovuto affrontare prove ben peggiori una volta adulta". Nella sua autobiografia Sibyl espresse gratitudine al padre per il modo in cui fu cresciuta perché "le permise di vivere una vita libera dall'autocommiserazione". William Frederick disapprovò la relazione della figlia con Dudley Beaumont, da lui considerato un "mingherlino" e, saputo del perdurare della relazione della figlia, la cacciò di casa in vestito da notte; Sibyl fuggì a Londra dove sposò Dudley. Sibyl si riconciliò con il padre solo alla nascita della prima figlia, Bridget, per la quale spedì un telegramma alla figlia per consolarla che il primogenito fosse una femmina.
Nell'aprile del 1906 William Frederick e la moglie sopravvissero ad un naufragio ma le condizioni di salute della moglie peggiorarono al punto che lei morì poco tempo dopo. Il Seigneur omaggiò re Giorgio V e la regina Mary di Teck durante la loro visita nel Guernsey nel 1921, prima visita da quando Carlo II fece lo stesso nel 1650.
Durante gli ultimi anni trascurò la raccolta della decima sull'isola. Alla sua morte gli successe la figlia, nel frattempo divenuta vedova. Lei descrisse il padre come "estremamente insubordinato, follemente ostinato, fieramente arrogante e frequentemente incline a esplosioni di rabbia incontrollata ma [...] era un uomo generoso e mai duro con coloro che avevano difficoltà a pagare i loro affitti o canoni".